# 陈尧咨
陈尧咨（970年—1034年），字嘉謨，閬州閬中新井县（今四川省南充市南部县大桥镇）人。北宋状元，官至武信军节度使，追赠太尉，谥号“康肃”。相關著作：「賣油翁。」

## 生平
陈尧咨祖籍河朔，高祖父陈翔曾任阆州新井县令，遂落籍于阆州首县阆中县。陈尧咨是后蜀西水县尉陈省华三子，宋真宗咸平三年（1000年）庚子科中状元，授官將作監丞，差濟州通判。不久陈尧咨被宋真宗召见，改任秘書省著作郎、直史館，掌管度支勾院，后来又同时掌管盐铁、度之、户部三部勾院。擢右正言、知制誥。崇政殿試進士，堯咨為考官，三司使劉師道屬弟幾道以試卷為識驗，坐貶單州團練副使。復著作郎、知光州。尋復右正言、知制誥，知荊南。改起居舍人，同判吏部流內銓。舊格，選人用舉者數遷官，而寒士無以進，堯咨進其可擢者，帝特遷之。改右諫議大夫、集賢院學士，以龍圖閣直學士、尚書工部郎中知永興軍。長安地斥鹵，無甘泉，堯咨疏龍首渠注城中，民利之。然豪侈不循法度，敞武庫，建視草堂，開三門，築甬道，出入列禁兵自衛。用刑慘急，數有仗死者。嘗以氣凌轉運使樂黃目，黃目不能堪，求解去，遂徙堯咨知河南府。既而有發堯咨守長安不法者，帝不欲窮治，止削職徙鄧州，才數月，復知制誥。坐失舉，降兵部員外郎。喪母，起複工部郎中、龍圖閣直學士、會靈觀副使。堯咨豪侈不循法度，被弹劾削职。善射箭，自號“小由基”，歐陽修寫《賣油翁》論箭藝，即陳堯咨事。再遷右諫議大夫、知秦州，徙同州，以尚書工部侍郎權知開封府。入為翰林學士，以先朝初榜甲科，特詔班舊學士蔡齊之上。換宿州觀察使、知天雄軍，位丞郎上。堯咨內不平，上章固辭，皇太后特以只日召見，敦諭之，不得已，拜命。以安國軍節度觀察留後知鄆州。拜武信軍節度使、知河陽，徙澶州，又徙天雄軍。所居棟摧，大星霣於庭，散為白氣。已而卒，贈太尉，諡曰康肅。
女婿贾昌朝。